# Uis

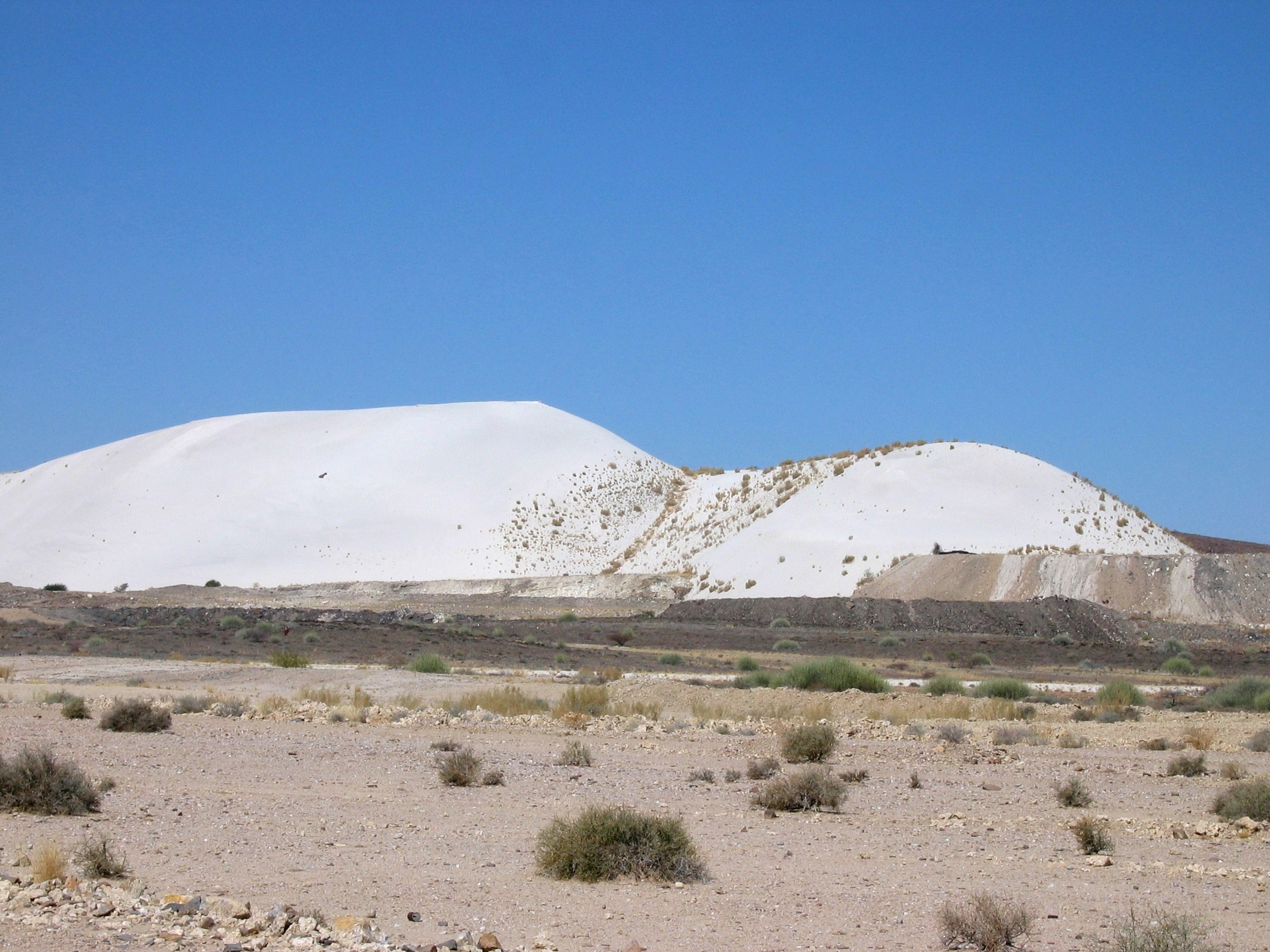
Vertederos blancos del mineral de estaño, forman parte del paisaje actual en Uis

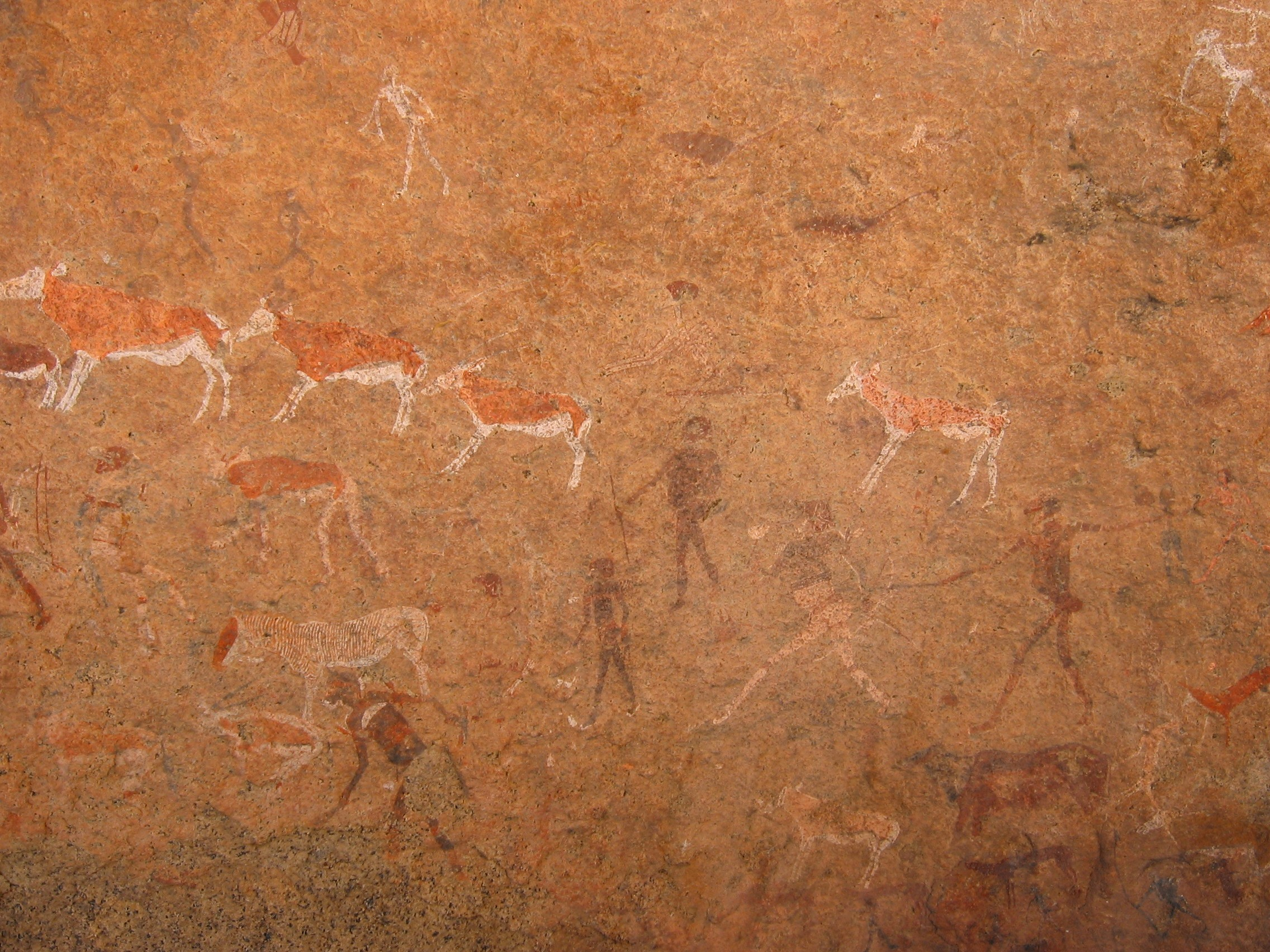
Pintura rupestre la Dama de Blanco, ubicada a pocos kilómetros de Uis

Uis es un pequeño poblado ubicado en la región de Erongo, pertenece al distrito electoral de Dâures, se encuentra situado en la antigua región de Damaraland en Namibia. Es conocido gracias a sus riquezas minerales. El asentamiento tiene aproximadamente 3.600 habitantes, razón por la cual ha bajado de la denominación de pueblo a un asentamiento en el año 2010. Esta localidad posee 10 kilómetros cuadrados de superficie en su territorio (3.9 millas cuadradas).
Uis está ubicada a los pies de la Montaña Brandberg, la más alta de Namibia. En el macizo Brandberg se encuentra la mundialmente famosa pintura rupestre "La Dama de Blanco", que tendría más de 20.000 años de antigüedad. Está también situada en la ruta C-35, que une a la localidad costera de Hentiesbaai y el interior de Damaraland y que posee una cantidad razonable de tráfico que pasa por la zona con el que Uis basa su economía local con la prestación de servicios. 
Aquí hay un pequeño supermercado, pensión, una panadería y una gasolinera, juntos con unas otras pequeñas tiendas. Se encuentra a 123 kilómetros (76 millas) de Hentiesbaai y a 215 kilómetros (133 millas) de Kamanjab por la Ruta C-35.

## Minería
El estaño ha sido extraído en la región de Uis desde 1922. La Compañía Minera de Estaño de Uis (Uis Tin Mining Company, en inglés) se estableció en 1951 y el poblado se formó por la llegada de trabajadores mineros en 1958 cuando ISCOR, una compañía minera de Sudáfrica comenzó sus operaciones lo que permitió el aumento de la población. Dada la baja ley de este yacimiento, el éxito de su producción depende principalmente del valor delos minerales en el mercado . Al acercarse a Uis, lo primero que se ve es una enorme montaña blanca que de hecho es el viejo vertedero de la mina con los desmontes o gangas del proceso del estaño.
En 1991, la operación principal de minería cerró porque el precio del estaño cayó bastante como para no hacerlo rentable. Todavía existe un mínimo trabajo en progreso en el sitio de la mina al día de hoy. La tecnología ha mejorado bastante para hacer que valga la pena tratar de nuevo la mena ya excavada que fuera originariamente desechada y hay una pequeña planta de reprocesamiento localizada cerca del viejo vertedero de la mina. Esta mena es tratada a un estado enriquecido y luego llevada a Bahía Walvis para su exportación. 
Uis está en riesgo de convertirse en un pueblo minero fantasma si la minería no continúa, ya en el año 2010 perdió su estatus de poblado al de asentamiento
La mima y los alrededores del asentamiento están situados en la granja Uis Townlans N°215, hoy en manos privadas. Desde 1995 la empresa Namib Base Minerals Pty Ltd es la propietaria después que la subsidiaria ISOCOR la vendió.
Un producto que Uis todavía produce es rocas y minerales. Namibia es conocida como un país rico en mineral y los geólogos vienen de todo el mundo para estudiar en Namibia porque la mayor parte de las rocas raras y geológicamente interesantes está situada a nivel de tierra, en las cumbres de las montañas como también en las profundidades del subsuelo.